# Іссонь
Іссонь (фр. Issogne) — муніципалітет в Італії, у регіоні Валле-д'Аоста.
Іссонь розташований на відстані близько 570 км на північний захід від Рима, 30 км на схід від Аости.
Населення — 1422 особи (2014).
Щорічний фестиваль відбувається 15 серпня. Покровитель — Успіння Богородиці.

## Демографія
Населення за роками:

Станом на 1 січня 2023 року в муніципалітеті офіційно проживало 29 іноземців з 12 країн, серед них 8 громадян країн Євросоюзу.

## Сусідні муніципалітети
- Арна
- Шамдепра
- Шампорше
- Понбозе
- Веррес